# Leonardo Pietra Caprina
Leonardo Pietra Caprina (Milano, 25 settembre 1997) è un canottiere italiano che ha vinto una medaglia di bronzo ai Campionati del mondo di canottaggio 2017  e ai Campionati europei di canottaggio 2022 nell'otto.